# Serra da Penanduba
A Serra da Penanduba é uma serra localizada no noroeste cearense, nos municípios de Coreaú e Frecheirinha. A maior parte da serra fica no município de Frecheirinha.
Tem formação geológica de maciço residual dispersos nas depressões sertanejas e geologicamente constitui  uma extensão do Grupo Trapiá, em arenito. Segundo estudo realizado na Universidade Estadual Vale do Acaraú, a serra apresenta um alinhamento longitudinal sudoeste-nordeste, com aproximadamente 42 quilômetros quadrados de área. Geologicamente, a serra é constituída de arenito grosso conglomerático, anquimetamórficos, com depósitos colúvio-eluviais. A Serra da Penanduba mantém expressiva cobertura vegetal de caatinga conservada, mas há áreas fortemente exploradas para a agricultura e extração mineral de calcário.